# Aprostocetus fukutai
Aprostocetus fukutai är en stekelart som beskrevs av Miwa och Jinhaku Sonan 1935. Aprostocetus fukutai ingår i släktet Aprostocetus och familjen finglanssteklar.
Artens utbredningsområde är Taiwan. Inga underarter finns listade i Catalogue of Life.